# Алі Мадан
Алі Мадан (араб. علي مدن, нар. 30 листопада 1995, Джидхафс) — бахрейнський футболіст, нападник еміратського клубу «Аджман».
Виступав, зокрема, за клуби «Аль-Шабаб» (Манама) та «Аль-Наджма» (Манама), а також національну збірну Бахрейну.

## Клубна кар'єра
У дорослому футболі дебютував 2013 року виступами за команду «Аль-Шабаб» (Манама), в якій провів п'ять сезонів. 
Своєю грою за цю команду привернув увагу представників тренерського штабу клубу «Аль-Наджма» (Манама), до складу якого приєднався 2018 року. Відіграв за команду з Манами наступні два сезони своєї ігрової кар'єри.
Згодом з 2020 по 2022 рік грав у складі команд «Аль-Ріффа» та «Аль-Уруба».
До складу клубу «Аджман» приєднався 2022 року. Станом на 22 січня 2024 року відіграв за команду із Аджман 25 матчів в національному чемпіонаті.

## Виступи за збірні
Протягом 2015–2017 років залучався до складу молодіжної збірної Бахрейну. На молодіжному рівні зіграв у 9 офіційних матчах, забив 4 голи.
У 2016 році дебютував в офіційних матчах у складі національної збірної Бахрейну.
У складі збірної — учасник кубка Азії з футболу 2019 року в ОАЕ, кубка Азії з футболу 2023 року у Катарі.
| Дата       | Місто          | Господарі      | Результат  | Гості   | Турнір                       | Голи | Примітки |
| ---------- | -------------- | -------------- | ---------- | ------- | ---------------------------- | ---- | -------- |
| 05-01-2019 | Абу-Дабі       | ОАЕ            | 1 – 1      | Бахрейн | Кубок Азії 2019 - 1-й етап   | -    | 90+3'    |
| 10-01-2019 | Дубай          | Бахрейн        | 0 – 1      | Таїланд | Кубок Азії 2019 - 1-й етап   | -    | 79'      |
| 14-01-2019 | Шарджа (місто) | Індія          | 0 – 1      | Бахрейн | Кубок Азії 2019 - 1-й етап   | -    | 55'      |
| 22-01-2019 | Дубай          | Південна Корея | 2 – 1 д.ч. | Бахрейн | Кубок Азії 2019 - 1/8 фіналу | -    | 25' 57'  |
| 23-05-2021 | Харків         | Україна        | 1 – 1      | Бахрейн | товариський матч             | -    | 75'      |
| Усього     |                | Матчів         | 5          |         | Голів                        | 0    |          |